# Diaziella macroptera
Diaziella macroptera är en stekelart som beskrevs av Grandi 1928. Diaziella macroptera ingår i släktet Diaziella och familjen fikonsteklar. Inga underarter finns listade i Catalogue of Life.